# Římskokatolická farnost Šternberk
Římskokatolická farnost Šternberk je územní společenství římských katolíků v děkanátu Šternberk s farním kostelem Zvěstování Panny Marie .

## Historie farnosti
První zmínka o farnosti pochází z roku 1296. V letech 1371 až 1784 působil ve Šternberku Řád řeholních kanovníku sv. Augustina. Po zrušení augustiniánské kanonie v září roku 1784 zůstal nově dokončený kostel spolu s bývalou budovou proboštství v majetku církve (zbylé konventní budovy byly rozděleny mezi čtyři soukromé vlastníky). Bývalé proboštství bylo upraveno na farní budovu pro faráře a kooperátory, kterými byli ještě po nějakou dobu někdejší členové řeholní komunity.
V roce 1990 do farnosti přišly sestry klarisky-kapucínky. Těm místní duchovní správa postoupila část farní zahrady a na ní byl v letech 1994-1996 postaven klášter.

## Duchovní správci
Od roku 2012 je farářem R. D. Antonín Pechal.

## Sakrální památky ve farnosti
- Farní kostel Zvěstování Panny Marie s bývalým klášterem augustiniánů
- Filiální kostel Nejsvětější Trojice (pův. špitální kostel Očišťování Panny Marie)
- Klášterní kostel sv. Anežky České sester klarisek-kapucínek
- Filiální kostel Všech svatých v Babicích u Šternberka.
- Kostel sv. Martina v Domašově u Šternberka
- Kaple sv. Jiří v Hlásnici
- Kaple sv. Jana z Boha v psychiatrické léčebně
- Kaple sv. Jana Nepomuckého v Dalově

## Bohoslužby
| Kostel                 | Místo     | Bohoslužba (den)                                 | Hodina                         | Poznámka                                  |
| ---------------------- | --------- | ------------------------------------------------ | ------------------------------ | ----------------------------------------- |
| Zvěstování Panny Marie | Šternberk | neděle pátek sobota                              | 9.00 18.00 (zima)/18.30 (léto) | Farní kostel                              |
| Kaple sv. Anežky České | Šternberk | neděle pondělí úterý středa čtvrtek pátek sobota | 8.00 7.30                      | klášterní kaple sester klarisek-kapucínek |

## Aktivity farnosti
Každý týden vychází Informátor pro farnosti Šternberk, Mladějovice, Horní Loděnice a Jívová.
Ve farnosti působí skupina farníků, která se snaží postarat o drobné opravy farních objektů a předejít tak větším škodám. Podle iniciátora Stanislava Knopfa společná práce přináší výhody proti modelu, kdy se o kostel a faru stará jeden člověk, předává se tak péče o farnost dalším generacím.
O svátku svatého Jana Evangelisty (27. prosince) se po bohoslužbě spojené se žehnáním vína koná posezení s prezentací fotografií a videí z akcí farnosti za uplynulý rok.